# Iban Zaldua
Pour les articles homonymes, voir Iban et Zaldúa.
Iban Zaldua González, né le 18 février 1966 à Saint-Sébastien, est un écrivain et professeur d'histoire basque espagnol de langue basque et espagnole. Il enseigne à Vitoria-Gasteiz en histoire de l'économie.

## Publications

### Narrations
- Veinte cuentos cortitos, Députation du Guipuscoa, 1989 ;
- Ipuin euskaldunak, 1999, Erein, avec Gerardo Markuleta ;
- Gezurrak, gezurrak, gezurrak, 2000, Erein ;
- Traizioak, 2001, Erein ;
- La isla de los antropólogos y otros relatos, Lengua de Trapo, 2002 ;
- Itzalak, 2004, Erein ;
- Etorkizuna, 2005, Alberdania ;
- Euskaldun guztion aberria, 2008, Alberdania ;
- Ipuinak. Antologia bat, antología, Erein, 2010 ;
- Biodiskografiak, 2011, Erein ;
- Idazten ari dela idazten duen idazlea, Elkar, 2012.
- Inon ez, inoiz ez (2014, Elkar) [1]

### Nouvelles
- Si Sabino viviría, Lengua de Trapo, 2005 ;
- Euskaldun guztion aberria, Alberdania, 2008, 
  - traduit en espagnol La patria de todos los vascos, Lengua de Trapo, 2010.

### Essais littéraires
- Obabatiko tranbia, 2002, Alberdania ;
- Animalia disekatuak (Libeloak, panfletoak...), 2005, Utriusque Vasconiae ;
- Ese idioma raro y poderoso. Once decisiones cruciales que un escritor vasco está obligado a tomar , 2012, Lengua de trapo.

### Littérature pour enfants
- Kea ur gainean, 2002, Elkar ;
- Ile luzeen kondaira, 2003, Pamiela.

### Bande dessinée
- Azken garaipena, avec Julen Ribas, 2011, Xabiroi-Ikastolen Federazioa.

## Prix
- En 2006, il reçoit le prix Euskadi dans la catégorie « Littérature en langue basque » pour son livre Etorkizuna.
- En 2012, il reçoit le prix Euskadi dans la catégorie «Littérature pour enfants en langue basque» pour son livre Azken garaipena.
- En 2013, il reçoit le prix Euskadi dans la catégorie «Essai en langue espagnole » pour son livre Ese idioma raro y poderoso.